# Universidad de Ingeniería de Harbin
Universidad de Ingeniería de Harbin, en chino simplificado 哈尔滨工程大学, (en inglés: Harbin Engineering University; también conocida por su abreviatura HEU en inglés y como Harbin Engineering) es una universidad china que fue construida en 1953 y está ubicada en Harbin, provincia de Heilongjiang, República Popular de China.
La Universidad de Ingeniería de Harbin depende del Ministerio de Industria y Tecnología de la Información y fue construida conjuntamente por el Ministerio de Industria y Tecnología de la Información, el Ministerio de Educación de la República Popular China, la provincia de Heilongjiang y la ciudad de Harbin. Es una universidad nacional clave en China que se enfoca en la ingeniería y coordina programas para el desarrollo de la ciencia, la ingeniería, la administración y la literatura.
La Universidad de Ingeniería de Harbin se formalizó en el marco del primer lote de construcción de disciplinas formativas de carácter global, denominadas Doble primera clase en China, dentro del Proyecto 211, en el que se formalizó la construcción de 985 universidades como plataformas de innovación en los programas formativos de la educación superior y de postgrados. La Universidad de Ingeniería de Harbin ha sido seleccionada en la disciplina innovación y talento del plan para colegios y universidades, plan de educación y capacitación de ingenieros superiores. La innovación y la reforma de la educación en China adopta con estos planes un enfoque empresarial para una educación de calidad cultural nacional basada en la innovación y el emprendimiento. La pedagogía formativa se apoya en la experimentación, capacitación de habilidades personales, potenciación de la creatividad para la innovación y, apoyo al emprendimiento práctico. La Universidad de Ingeniería de Harbin forma parte de la alianza universitaria del Ministerio de Industria y Tecnología de la Información y de la Alianza de Educación en Ingeniería CDIO.
La escuela se originó en la Escuela de Ingeniería Militar del Ejército Popular de Liberación de China (Ingeniería Militar de Harbin) fundada en 1953; en 1970, la Escuela de Ingeniería Naval de Harbin se estableció en el sede original de la Ingeniería Militar de Harbin con el departamento de Ingeniería Naval como el cuerpo principal; en 1981, se convirtió en el primer lote de unidades con derecho a otorgar títulos de doctorado y maestrías. Desde 1994, se  llama Universidad de Ingeniería de Harbin.

## Historia
La Universidad de Ingeniería de Harbin nace a partir de la transformación de la Facultad de Ingeniería Militar del Ejército Popular de Liberación de China (Ingeniería Militar de Harbin), fundada en 1953. El general Chen Geng fue el primer comisario político y presidente. La universidad ha establecido cinco departamentos: ingeniería de la Fuerza Aérea, ingeniería de Artillería, Ingeniería Naval, ingeniería de las Fuerzas Armadas e ingeniería del cuerpo de ingeniería. En 1961, la institución se formalizó como una universidad nacional clave en China, dependiente del Ministerio de Industria y Tecnologías de la Información.
De 1960 a 1962, la universidad fue dividida y reconstruida. El departamento de ingeniería de Artillería de la universidad se mudó a Wuchang, se fusionó con la Escuela Técnica de Artillería Avanzada de Wuchang para establecer la Escuela de Ingeniería de Artillería, y se mudó a Nankín (ahora Universidad de Ciencia y Tecnología de Nanjing); el departamento de ingeniería de las Fuerzas Armadas se mudó a Xi'an y estableció el colegio de ingeniería de las Fuerzas Armadas. El departamento de cuerpo de ingeniería se trasladó a Xi'an y luego se trasladó nuevamente a Beijing para establecer la escuela de Ingeniería del Cuerpo de Ingenieros (ahora es la escuela de ingeniería de la Universidad de Ciencia y Tecnología del Ejército Popular de Liberación de China); el departamento de protección química atómica se trasladó a Changchun, y se estableció la escuela de ingeniería de defensa química (ahora es la escuela de ingeniería y de defensa química); las dos especialidades de arquitectura de aeródromos y meteorología del departamento de ingeniería de la Fuerza Aérea se transfirieron a la escuela meteorológica de la fuerza aérea (actual escuela de meteorología de la Universidad PLA de Ciencia y Tecnología). La escuela ha establecido sucesivamente el departamento de ingeniería atómica, el departamento de ingeniería de misiles, el departamento de ingeniería electrónica y el departamento de ingeniería informática. En abril de 1966, de acuerdo con la decisión de la Comisión Militar Central de la República Popular China, la Escuela de Ingeniería Militar del Ejército Popular de Liberación de China pasó a llamarse Escuela de Ingeniería de Harbin.
Al final de la Revolución Cultural, la industria militar de Kazajistán fue desmembrada. La mayoría de los departamentos y empleados de la antigua industria militar de Kazajistán se mudaron a Changsha para formar el Instituto de Tecnología de Changsha, que luego pasó a llamarse Universidad Nacional de Tecnología de Defensa. En 1970, personal del departamento de ingeniería naval del Instituto de Ingeniería de Harbin y otros departamentos de la antigua industria militar se integraron en el Sexto Departamento de Industria de Maquinaria (más tarde llamada Corporación Estatal de Construcción Naval de China), con las mismas instalaciones de la Industria militar de Harbin se estableció el Instituto de ingeniería naval de Harbin. Al mismo tiempo, el departamento de ingeniería aeronáutica se trasladó a Xi'an y se fusionó con el departamento de ingeniería aeronáutica de la Universidad Politécnica del Noroeste. El instituto de ingeniería de construcción naval de Harbin comenzó a reclutar estudiantes formalmente en 1977, y en 1978, la comisión de educación del estado lo certificó como una institución nacional clave y en abril de 1994, cambió su nombre a Universidad de Ingeniería de Harbin. En 1996, la escuela aprobó el examen previo del Proyecto 211 y se convirtió en una de las primeras escuelas de construcción del "Proyecto 211" de China.
El 23 de mayo de 2020, el Departamento de Comercio de EE. UU. incluyó a 33 empresas y organizaciones, incluida la Universidad de Ingeniería de Harbin, en la lista de entidades de las Regulaciones de Control de Exportaciones de EE. UU. con el argumento de apoyar la adquisición de suministros militares de China.

## Entorno del Campus

### Entorno exterior al campus

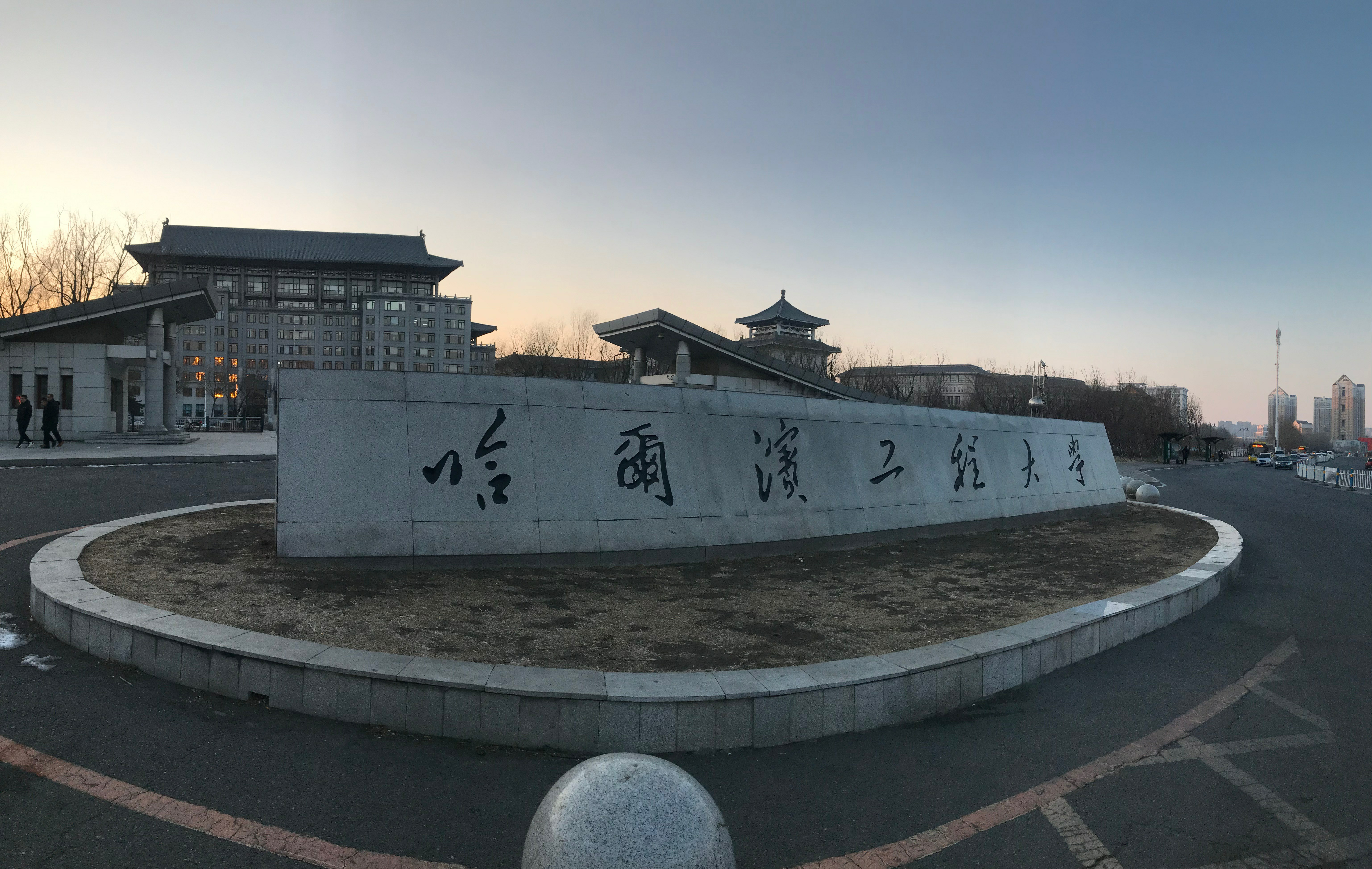
Monumento con el nombre de la escuela, tomado en la puerta este 2

El instituto industrial militar, está ubicado en el distrito de Nangang, ciudad de Harbin, situado en el centro de la ciudad de Harbin, y se encuentra en la misma zona que la Región Militar de Heilongjiang. En la zona se encuentra el templo confuciano de Harbin, el Jardín de las Peras Antiguas, el parque cultural, el Templo de Jile, etc.

### Campus
El área de enseñanza consiste principalmente en el edificio principal No. 1, el edificio Sur No. 1 y el edificio Norte, el edificio No. 11, el edificio No. 21, el edificio 21B (conectado con el edificio No. 21), el edificio No. 31, el edificio No. 41 edificio No. 51 (el 25 de septiembre de 2008, todavía pertenecía a la región militar de Heilongjiang), edificio 61, edificio 72, edificio de ciencias, edificio rojo, centro de experimentos Top 3, edificio de experimentos básicos, edificio Yifu, base de práctica de metalurgia, biblioteca, construcción naval, construcción de energía y centro de experimentos, etc.

#### Residencias
Hay 16 apartamentos para estudiantes en toda la escuela, incluidos 2 apartamentos para posgraduados, así como apartamentos especiales para estudiantes y apartamentos para posdoctorados. También hay una casa de huéspedes de la Universidad de Ingeniería de Harbin, un apartamento de aviación, un hotel Bayi, un hotel Xincheng, etc., cerca de la escuela.

#### Cantinas
Hay 3 comedores para estudiantes en el campus: un patio de comidas para estudiantes universitarios, una ciudad de alimentos y una nueva generación de comedores para estudiantes en el Salón de comida emocional, que está abierto todo el día. Más de una docena de restaurantes alrededor del apartamento 11 en el campus, la zona conocida como la Calle de la corrupción y sus alrededores, fueron prohibidos en la primera mitad de 2018 y regresaron gradualmente a su estado original en la segunda mitad de 2018. A partir de enero de 2019, la Calle de la corrupción y sus alrededores se restauraron en gran parte a su estado original.

## Organización

### Directores
1. Chen Geng
2. Xie Youfa
3. Liu Juying
4. Lin Yi
5. Zhuo Ming
6. Feng Jie
7. Deng Sanrui
8. Qian Qiushan
9. Huang Shao
10. Wu Deming
11. Chen Dayan
12. Qiu Changhua
13. Liu Zhigang
14. Yao Yu

### Facultades
1. Escuela de ingeniería naval
2. Escuela de ingeniería aeroespacial y arquitectónica
3. Escuela de ingeniería de potencia y energía
4. Escuela de ciencias e ingeniería de seguridad
5. Escuela de ingeniería hidroacústica
6. Facultad de Informática y Tecnología
7. Ingeniería Mecánica y Eléctrica
8. Instituto de información y comunicación
9. Facultad de Economía y Gestión
10. Facultad de ciencias de los materiales e ingeniería química
11. Facultad de ciencias
12. Departamento de lenguas extranjeras
13. Escuela de humanidades
14. Instituto internacional de educación cooperativa
15. Escuela de ciencia y tecnología nuclear
16. Instituto de educación de adultos
17. Departamento de deportes y entrenamiento militar
18. Instituto de educación para la Defensa Nacional
19. Facultad de software
20. Academia nacional de seguridad
21. Academia de marxismo

## Construcción de disciplina
La escuela cuenta con una escuela de posgrado, que fue una de las primeras unidades autorizadas para la formación de postgrados en doctorado y maestría. Actualmente hay 13 centros de investigación posdoctorales, 14 disciplinas autorizadas de doctorado de primer nivel, 27 disciplinas autorizadas de doctorado de segundo nivel y 4 disciplinas nacionales clave, a saber, diseño y fabricación de estructuras marinas y de barcos, ingeniería marina, ingeniería hidroacústica, ingeniería de guía y control de navegación; 7 disciplinas clave de defensa nacional, a saber, diseño y fabricación de estructuras marinas y de barcos, mecánica sólida, guía y control de navegación, ingeniería marina, ingeniería hidroacústica, ciencia e ingeniería de energía nuclear, protección radiológica y protección ambiental; Hay 12 disciplinas clave de la construcción a nivel provincial y 12 disciplinas clave a nivel provincial. La escuela cuenta actualmente con 2 laboratorios clave de ciencia y tecnología de defensa nacional, 2 laboratorios de disciplina clave de defensa nacional, 2 bases de inteligencia e innovación a nivel de disciplina nacional, 1 base nacional de enseñanza eléctrica y electrónica, 4 centros nacionales de enseñanza experimental y cultural de estudiantes universitarios nacionales.

## Investigación científica
La tecnología sumergible de la escuela, la tecnología de robots submarinos, la tecnología antivuelco de barcos, la tecnología de posicionamiento dinámico, la tecnología de navegación integrada, la tecnología de posicionamiento acústico submarino, la tecnología de simulación de energía nuclear, etc., están reconocidas internacionalmente como tecnologías en las que China tiene una posición de liderazgo. La escuela ha pasado la certificación del sistema de calidad internacional ISO 9000 y es la primera universidad en China en pasar la "doble certificación".

## Estudiantes y profesores
La escuela tiene actualmente 2863 miembros de la facultad. Entre ellos, hay 1.790 docentes de tiempo completo y 1.057 docentes de tiempo completo con cargos profesionales y técnicos superiores. Hay 400 profesores, 491 profesores asociados y 335 supervisores de doctorado. Hay 8 académicos en el equipo docente, 109 expertos que disfrutan de asignaciones especiales del gobierno, 4 expertos jóvenes y de mediana edad con contribuciones destacadas a nivel nacional, 18 candidatos para el Programa Mil Talentos, 6 jóvenes becarios para el Programa Mil Talentos. Hay 7 talentos destacados en el Programa de la gente, 9 talentos jóvenes destacados, 5 profesores distinguidos como Eruditos de Changjiang, 3 jóvenes eruditos Estudiantes de Changjiang, 2 profesores de la cátedra Estudiantes de Changjiang y 1 ganador del premio Fondo sobresaliente para la juventud, 3 ganadores del Fondo para la juventud excelente, 18 ganadores del Programa de apoyo a los talentos excelentes del nuevo siglo del Ministerio de Educación de la República Popular China, 6 ganadores del Proyecto de los cien mil talentos nacional y 19 ganadores de becas de Longjiang. Hay 2 equipos de innovación del Ministerio de Educación, 6 equipos de innovación de ciencia y tecnología de defensa nacional, 1 equipo de innovación en áreas clave del plan de promoción de talento innovador del Ministerio de Ciencia y Tecnología y 7 grupos de talento líder en la provincia de Heilongjiang.
Actualmente, la escuela cuenta con más de 29.000 estudiantes de diversos tipos, incluidos más de 15.000 estudiantes universitarios, más de 8.000 estudiantes de posgrado de diversos tipos y casi 800 estudiantes extranjeros.

## Cooperación internacional
La escuela ha intercambiado académicos y profesores con más de 180 universidades e instituciones de investigación científica en más de 30 países, incluidos Estados Unidos, Japón, Francia, Alemania, Italia, Canadá y Rusia para visitas, conferencias e investigación colaborativa.
La escuela es miembro de la Alianza Universitaria de Ingeniería Sino-Rusa.